# Antoine Girard (sportif)
Pour les articles homonymes, voir Antoine Girard et Girard.
Antoine Girard, né le 18 novembre 1979 à Valence, est un aventurier des sports extrêmes et de nature. En juillet 2016, il réussit une performance mondiale en parapente, atteignant l'altitude de 8 157 m en survolant l'un des 14 sommets de plus de 8 000 m de la planète : le Broad Peak. Depuis 2023 il est le détenteur actuel du record du monde d'altitude en parapente à 8 407 m,.

## Formation
Né le 18 novembre 1979 à Valence (Drôme), il pratique dès son enfance de nombreux sports de nature. Il mène de front une carrière de grimpeur de haut niveau en participant à des compétitions mondiales, et d’alpiniste spécialiste des voies de grandes difficultés de niveau ABO.
Il obtient par ailleurs le CAPET d’informatique, qui lui donne accès à un poste d’enseignant à l’université de Grenoble Alpes.

## Premières expériences et difficultés himalayennes
À 25 ans il entame une carrière d’himalayiste, principalement dans le Karakoram. Cet épisode est marqué par la malchance et un manque de réussite de ses projets :
- Expédition en 2004 au Cho Oyu (8 201 m) Himalaya. Son compagnon étant malade, l'expédition abandonne à 7 500 m.
- Expédition en 2006 au K2 (8 611 m) en solitaire. Abandon sous le sommet après avoir tracé et équipé seul la partie haute de la voie[Note 2].
- En 2008, Antoine Girard intègre le parapente dans sa pratique de l’himalayisme dans un mode élémentaire et classique : la redescente à l’aide d’un parapente ultra léger. Il projette une trilogie de trois 8000[4] (en compagnie autonome d’Élisabeth Revol) : Broad Peak, Gasherbrum I, Gasherbrum II. Il doit être évacué depuis le Broad Peak à la suite d'une crise d’appendicite aiguë.
- En 2009. Nouvelle tentative au Broad Peak, il est contraint de redescendre et décolle en parapente de l’altitude 7200 m.

Dès lors il se consacre principalement au parapente. Il devient spécialiste des vols de distance, découvrant de nouveaux itinéraires (première du tour du Vercors), 3e de la coupe fédérale de distance de la FFVL 2014. Il se spécialise dans les compétitions de type « marche et vol ». Il obtient deux victoires à l’Air Tour en 2011 et 2014. Sélectionné pour la "Red Bull X-Alps" qui est le championnat du monde des compétitions "marche et vol", il remporte la 3e place en 2013 et la 4e en 2015.

## Style alpin et autonomie
En montagne, l’appréciation des performances nécessite la connaissance des conditions dans lesquelles celles-ci sont réalisées. Les performances décrites ici ont été réalisées en « Style Alpin », sans apport d’oxygène en cordées autonomes voire en solitaire et sans avoir recours à des porteurs ou des sherpas pour ce qui concerne l’himalayisme, et en autonomie sans moyen mécanique pour le parapente.

## Succès de 2015 à 2022
Avec Benoit Outters en décembre 2015, ils réussissent une première sauvage et originale, la traversée en « marche et vol » de l’île du Sud de la Nouvelle-Zélande (600 km), en solitude et autonomie complète. Arrivés au terme de leur plan initial, ils réalisent le retour.

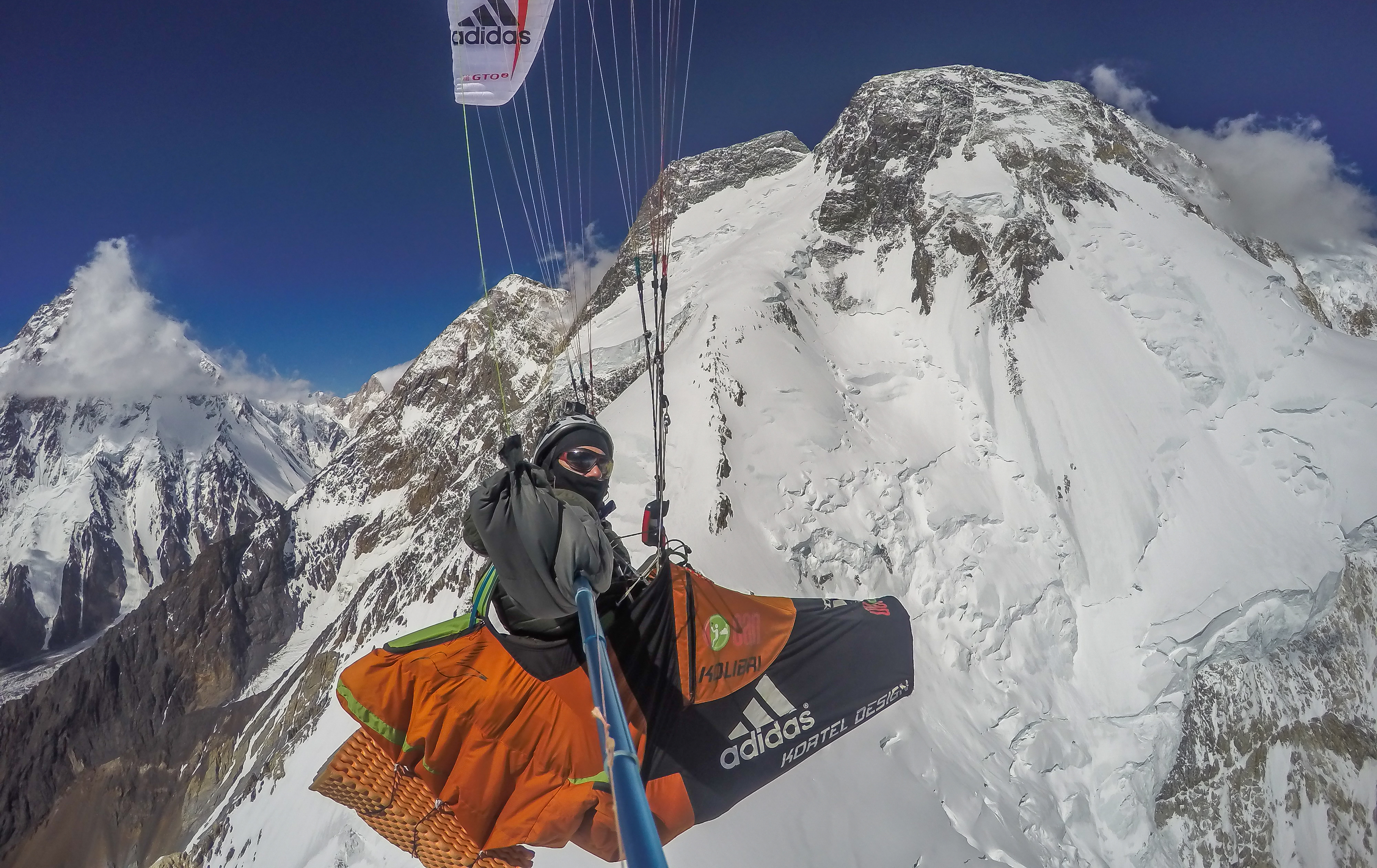
Survol du Broad Peak par Antoine Girard le 23 juillet 2016.

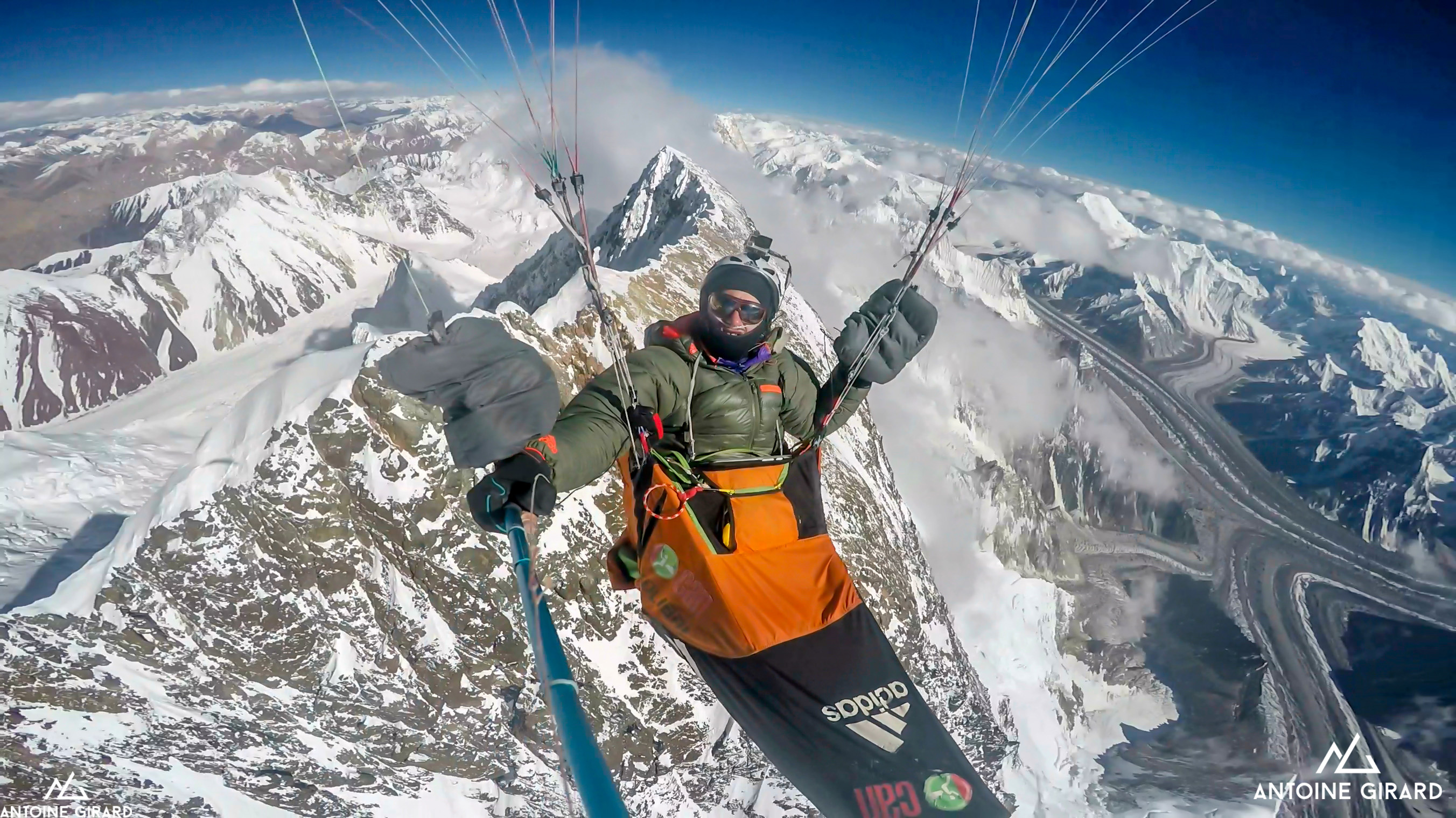
Antoine Girard au sommet du Broad Peak 8051m

Mais c’est dans le Karakoram qu’Antoine Girard va accomplir sa plus belle performance. Parti seul en autonomie de Skardu, il parcourt en 20 jours la distance de 1 200 km entre le Nanga Parbat et le Baltoro. Il bivouaque à des altitudes moyennes de 5 000 m, avec deux escales de ravitaillement à Karimabad. Arrivé au pied des 8 000 de Concordia (zone de confluence des glaciers du Baltoro et Godwin-Austen), le 23 juillet 2016, il décolle à 5 000 m et parvient à atteindre les pentes du Broad Peak. Il réussit à gravir celui-ci en passant au-dessus des cordées en route par la voie terrestre, survole le sommet (8 045 m) et atteint l’altitude de 8 157 m,,, performance mondiale jamais atteinte d’ascension volontaire en vol par un pilote de parapente. À l’issue de ce vol de 7 heures où il parcourt 120 km, il revient se poser à proximité de Skardu.
Pour cette performance, il sera nommé aventurier de l'année par le magazine américain National Geographic en janvier 2017. Il poursuit sa carrière en inventant des itinéraires inédits où se combinent alpinisme de haute difficulté et performance en parapente, : le Combo Vol Alpinisme.
En 2018 il part du nord de la Patagonie au Chili en vol bivouac parapente pour rejoindre le Pérou à 3 000 km au nord.
En juillet 2018, il part au Pakistan accompagné de Damien Lacaze pour tenter une ascension en paralpinisme du Spantik(7 027 m). C'est-à-dire aller poser en parapente sur les flancs de la montagne et de finir l'ascension en alpinisme. Après un posé en parapente vers 6 000 m, ils échouent 100 m sous le sommet pris dans le mauvais temps. Ils restent trois jours sur la montagne avant d'arriver à s'en extraire de justesse en vol, Antoine est atteint d'un œdème cérébral sans séquelle.
Les 14 et 15 février 2019, il survole le sommet de l'Aconcagua (6 962 m), plus haute cime du continent américain. Ayant décollé des hauteurs au-dessus de Santiago-du-Chili, après un premier survol du sommet, il se pose sous celui-ci vers 6 500 m pour un bivouac, avant de redécoller pour un nouveau survol du sommet et gagner les plaines argentines de la région de Mendoza, réalisant la première traversée de la Cordillère des Andes en parapente et établissant au passage le record de gain d'altitude en un seul vol, soit 5 854 m.
En juin 2020, Antoine réalise à la journée l'ascension en paralpinisme du Spantik en solo. Décollage 12h30 de Karimabad, 14h30 posé sur le Spantik à 6 400 m, 17h30 sommet en alpinisme, 18h30 décollage à 6 400 m, 20h retour à Karimabad. Une première sur un sommet à plus de 7 000 m.
En juillet 2021, le record d'altitude de 2016 (8 157 m) est porté à 8 225 m par François Ragolski, avant d'être repris par Antoine Girard qui le porte à 8 407 m le 18 juillet, toujours sur les pentes du Broad Peak.
En mai 2022 il est accompagné par Henri Montel pour traverser le Pérou du nord (Sihuas) au Sud (lac titicaca) au cœur des cordillères des Andes. Ils parcourent 1 200 km et Antoine réalise le premier vol à 8 000 m hors continent Asiatique avec une marque à 8 054 m. Son compagnon perd la vie la veille de l'arrivée au Lac Titicaca.

## Documentaires et livres
Publication de livres :
- 2016 : Course poursuite à travers les Alpes (Edition du chemin des Crêtes)
- 2017 : En vol vers les 8000 (Edition du chemin des Crêtes)
- 2022 : Parapente, alpinisme et vol bivouac autour de la planète (Edition du chemin des Crêtes)

Réalisation de film documentaires :
- K2 folie ? (2006)
- Ballade chez les Kiwi (2015)
- Pakistan Airways (2016)
- Envol vers les 8000 (2017)
- Quand on aime on ne compte pas (2017)
- Le sillage du condor (2018)
- 8000+ (2018)
- Lost in Karakorum (2019)
- Aconcagua, la traversée sans retour (2020)
- Spantik (2022)
- Air Karakoram (2023)

Il réalise et filme Envol vers les 8000, un film documentaire qui retrace son périple pakistanais et le survol du Broad-Peak. Le film est récompensé de l'Icare d’or et de l'Icare du public lors de la coupe Icare en 2017 à Saint-Hilaire en Isère.